# Myxodes cristatus
Myxodes cristatus är en fiskart som beskrevs av Valenciennes, 1836. Myxodes cristatus ingår i släktet Myxodes och familjen Clinidae. Inga underarter finns listade i Catalogue of Life.